# Юровский, Леонид Алексеевич
Леонид Алексеевич Юро́вский (1914—1991) — советский инженер, участник ядерного проекта, лауреат Сталинской премии второй степени (1951).

## Биография
Родился 27 апреля 1914 года в Витебске (ныне Беларусь).
Образование высшее, инженер-физик.
С октября 1942 года на службе в НКВД/НКГБ, военинженер III ранга, капитан госбезопасности, начальник отделения 3-го полевого отдела НКВД, зам. начальника 3-го полевого отдела 5-го Управления НКГБ.
Участник советского ядерного проекта. С апреля 1947 года работал в системе ПГУ-1 (1-го главного управления) при СМ СССР. С 8 марта 1948 года главный дежурный технолог — начальник смены УГР «А» реактора «А» базы-10 (Челябинск-40). Через какое-то время назначен на должность начальника производственно-технического отдела и заместителя главного инженера на строящийся реактор АВ-1. С 23.10.1950 главный инженер реактора (сменил в этой должности М. С. Пинхасика).
С января 1954 года главный инженер завода № 24 (реакторы АВ-1 и АВ-2 (заводы 2 и 4) объединились в один). С 1957 года заместитель главного инженера комбината по группе А.
С 14.8.1959 заведующий лабораторией № 3 отдела № 3 по разработке малогабаритного двигателя большой мощности на предприятии № 412 (Обнинск). С 18.5.1961 научный сотрудник Института ядерной физики АН Казахской ССР, где запустил в работу водоводяной исследовательский реактор ВВР. С 19.5.1964 главный инженер реактора.
С 15.6.1968 по 1.4.1975 заместитель главного инженера Курской АЭС. Затем до 1.11.1979 старший инженер лаборатории № 2 научно-производственного объединения «Энергия» Главатомэнерго.
Умер 13 февраля 1991 года.

## Признание
- орден Трудового Красного Знамени
- орден Красной Звезды (18.2.1943; 3.10.1943)
- орден Отечественной войны II степени (дважды — 24.9.1944; 8.6.1945)
- медаль «За оборону Москвы» (1.5.1944)
- медаль «За оборону Сталинграда» (22.12.1942).
- Сталинская премия второй степени (1951) — за участие в освоении производства плутония и организаций новых производств на комбинате № 817.